# سخت‌شامه
سخت شامه یا دورا ماتر (به انگلیسی: Dura mater) خارجی‌ترین لایه پوشاننده سیستم عصبی مرکزی می‌باشد.

## شامه

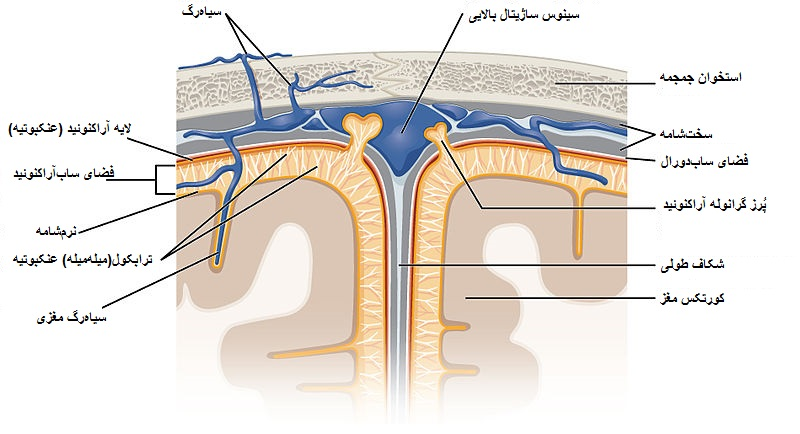
لایه‌ها و مننژها

شامه یا مننژ (به انگلیسی: meninge) سامانه‌ای متشکل از چند لایه (غشاء) بوده که دستگاه عصبی مرکزی (CNS) را در بر می‌گیرد. این غشاها کار محافظت، تغذیه، و کاهش ضربه مغزی را به عهده دارند. مننژ اطراف مغز و طناب نخاعی دارای سه لایه و پوشش است که از خارج به داخل با نام سخت شامه (دوراماتر)، عنکبوتیه (آراکنوئید)، نرم شامه (پیاماتر) شناخته می‌شوند. این پرده‌ها به‌طور کلی مننژ یا شامه نامیده می‌شوند که میان استخوان جمجمه و بافت مغز (و در طناب نخاعی بین ستون مهره‌ها و بافت طناب نخاعی) قرار دارند. این پرده‌ها شدت ضربه‌هایی که به استخوان سر و ستون مهره‌ها وارد می‌شوند را کاهش داده و همچنین به عنوان یک سد شیمیایی در برابر بسیاری از مواد آسیب‌رسان ایفای نقش می‌کنند.

## تشریح سخت شامه
سخت شامه غشا و لایه‌ای ضخیم، محکم، غیر ارتجاعی، فیبروزه، خاکستری رنگ و نزدیک به جمجمه می‌باشد و مغز و طناب طناب نخاعیی را می‌پوشاند، آن متشکل از بافت فیبری متراکم است که سطح داخلی‌اش پوشیده از سلول‌های صاف و مسطح و مسئول نگهداری از مایع مغزی-نخاعی است. سخت شامه به صورت کیسه‌ای است که پردهٔ عنکبوتیه را پوشانده و دارای چندین عملکرد می‌باشد. سخت شامه، سینوس‌های سخت شامه‌ای (سینوس‌های وریدی سخت شامه‌ای، سینوس‌های مغزی، یا سینوس‌های جمجمه‌ای نیز نامیده می‌شوند) را در بر گرفته، از آن‌ها پشتیبانی کرده و خون را از مغز به سمت قلب جابجا می‌نماید. سخت شامه دارای دو لایه یا لاملا است: لایهٔ سطحی که به صورت پریوستئوم یا ضریع استخوان درونی جمجمه است اندوکرانیوم (endocranium) نامیده می‌شود؛ و لایه عمیق.

## چین‌های سخت شامه

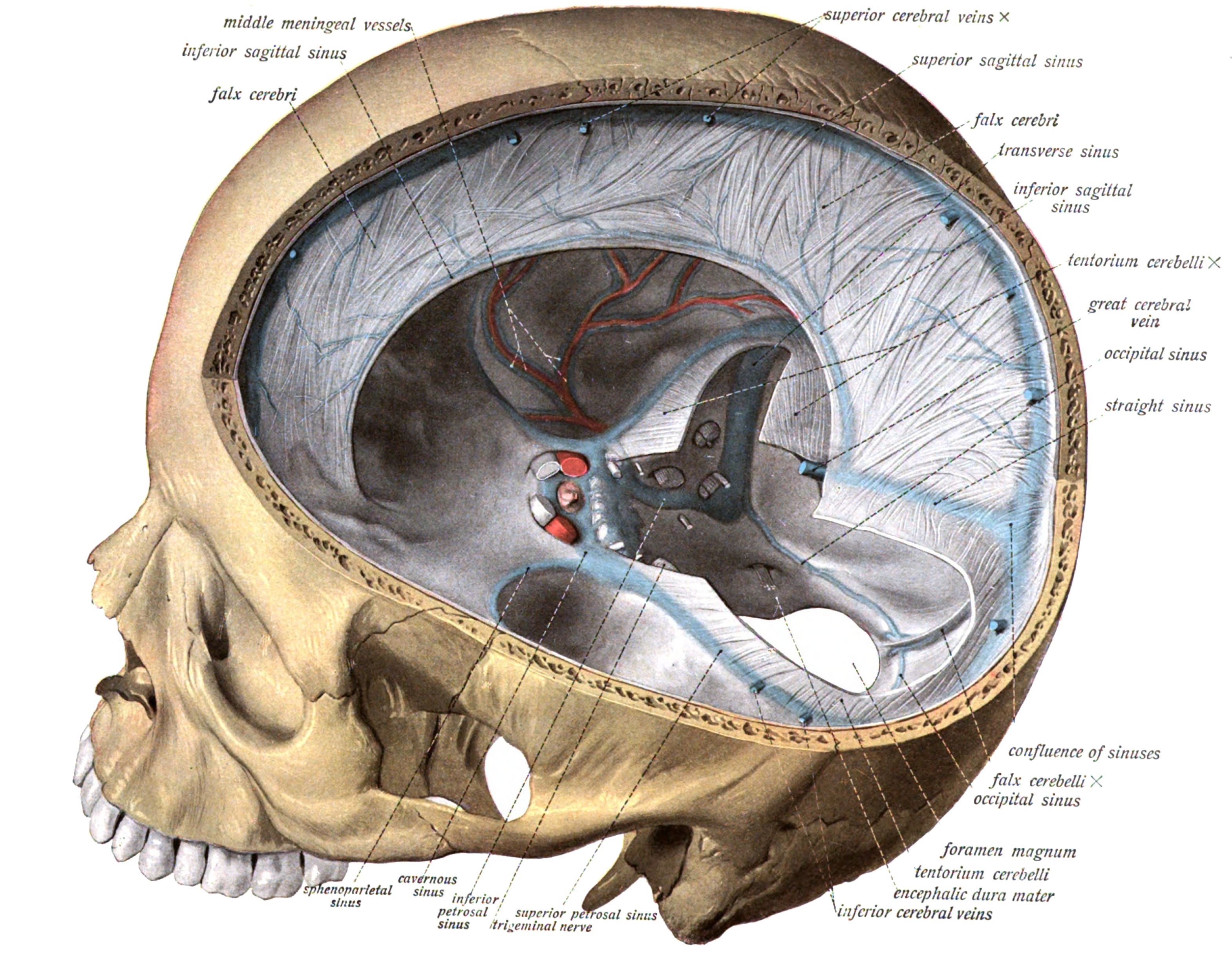
سخت شامه

سخت شامه به صورت دو لایه در خمیدگی‌ها یا چین‌های سخت شامه مجزا می‌گردد، محل‌هایی که در آنجا لایه سخت شامه‌ای درونی به صورت برجستگی‌های صفحه مانند به داخل حفرهٔ جمجمه خمیده می‌گردد. دو خمیدگی و چین اصلی سخت شامه شامل tentorium cerebelli به معنای چادرینه مخچه و falx cerebri، یا داس مغزی می‌باشند.
چادرینه مخچه امتدادی از سخت شامه مابین مخچه و ساقه مغزی قرار گرفته و این دو را از لوب‌های پس سری مخ مجزا می‌نماید و طاق محکم غشایی را تشکیل می‌دهد. چادرینه مخچه، لامینای قوسی شکل بوده، که در وسط به بالارفته و در اطراف به سمت پایین متمایل می‌شود، سطح فوقانی مخچه را پوشانیده و کار پشتیبانی از لوب‌های پس سری مغز را بر عهده دارد. حاشیهٔ قدامی آن آزاد و فرورفته‌است، از سمت عقب توسط کنارهٔ محدب و برجسته خود به حاشیه‌های عرضی به سطح داخلی استخوان پس سری متصل می‌شود و در آنجا سینوس‌های عرضی را احاطه می‌نماید؛ از سمت جلو سینوس‌های خاره‌ای فوقانی را در بر می‌گیرد، در نوک بخش خاره‌ای استخوان گیجگاهی، حاشیه‌های رها و متصل باهم تلاقی می‌کنند و با تقاطع دیگری، به سمت جلو امتداد دارند تا برای زوائد و برجستگی‌های قدامی و خلفی کلینوئید ثابت نگه داشته شوند. تا خط میانی سطح فوقانی آن، حاشیهٔ خلفی falx cerebri اتصال یافته‌است. چادرینه نیمکره‌های مغزی را حمایت کرده و آن‌ها را از بخش تحتانی مغز جدا می‌نماید. زمانی که فشار اضافی در حفره جمجمه‌ای به وجود آید، بافت مغزی ممکن است در مقابل چادرینه فشرده شده یا اینکه به سمت پایین جابجا گردد، که این فرایند فتق یا بیرون زدگی مغز نامیده می‌شود.
چادرینه از لحاظ بالینی حائز اهمیت است زیرا تومورهای مغزی اغلب به صورت سوپراتنتوریال (در بالای تنتوریوم)، و اینفراتنتوریال (زیر تنتوریوم) مشخص می‌شوند. موقعیت و محل تومور می‌تواند در تعیین نوع تومور کمک نماید، زیرا تومورهای مختلف با تکرار و کثرت‌های متفاوتی در هر محل به وجود می‌آیند. به علاوه، اکثر تومورهای دوران کودکی شامل اینفراتنتوریال هستند در حالیکه بیشتر تومورهای بزرگسالی به صورت سوپراتنتوریال می‌باشند. همچنین موقعیت تومور می‌تواند دارای ارزش تشخیصی باشد. از آنجایی که تنتوریوم یک ساختار سخت است، در صورت انبساط حجمی پارانشیم در بالای تنتوریوم، مغز می‌تواند تا حدی از طریق تنتوریوم به سمت پایین فشار داده شود. این فرایند موسوم به فتق مغزی (herination) بوده و اغلب گشاد شدگی مردمک چشم یا می‌دریاز (mydriasis) در طرف آسیب دیده به واسطهٔ فشار بر روی عصب سوم جمجمه را ایجاد خواهد نمود. فتق تنتوریال یک علامت جدی است خصوصاً زمانی که ساقه مغزی فشرده شده همچنین در صورتی که فشار بیشتر افزایش یابد.
falx cerebri، یا داس مغزی دو نیمکرهٔ مغزی را در یک صفحه طولی از یکدیگر مجزا می‌نماید و در شکاف مغزی طولی مابین نیمکره‌ها واقع شده‌است. نامگذاری falx cerebri به واسطهٔ شکل داسی شکل آن می‌باشد، داس مغزی چین قوس داری از سخت شامه بوده که به صورت عمودی در شکاف طولی مابین نیمکره‌های مغزی نزول می‌کند. آن از جلو باریک است و به crista galli اتموئید متصل می‌گردد؛ و از سمت عقب پهن بوده که در آنجا با سطح فوقانی چادرینه مخچه در ارتباط است. حاشیه فوقانی آن محدب بوده و به سطح داخلی استخوان جمجمه در خط میانی متصل می‌گردد. داس مغزی شامل سینوس‌های ساژیتال فوقانی است. حاشیهٔ تحتانی آن آزاد و فرورفته و متشکل از سینوس ساژیتال تحتانی می‌باشد. داس مغزی با افزایش سن سفت می‌شود.
دو لایه چین خورده دیگر سخت شامه شامل cerebellar falx و sellar diaphragm می‌باشد.
cerebellar falx (یا falx cerebelli) یا داس مخچه‌ای، چین و خمیدگی عمودی سخت شامه‌ای بوده که در انتهای چادرینه مخچه‌ای بخش خلفی حفرهٔ جمجمه‌ای (cranial fossa) قرار دارد. داس مخچه‌ای به صورت جزئی نیمکره‌های مخچه‌ای را جدا می‌نماید. قاعدهٔ آن در بالا به زیر و عقب چادرینه مخچه‌ای متصل بوده و حاشیهٔ خلفی آن به بخش تحتانی تاج عمودی بر روی سطح داخلی استخوان پس سری متصل است. زمانی که نزول می‌کند، گاهی مواقع به دو چین کوچک‌تر تقسیم شده که در طرفین سوراخ ماگنوم فرومی‌روند.
sellar diaphragm چین مدور سخت شامه بوده که مابین زوائد کلینوئید آویزان است و تشکیل یک طاق بر روی حفرهٔ هیپوفیزی می‌دهد. sellar diaphragm غدهٔ هیپوفیز در حفره هیپوفیزی را پوشانیده و دارای روزنه‌ای برای عبور مجرای قیفی شکل یا infundibulum (ساقهٔ هیپوفیز) و وریدهای هیپوفیزی است.
trigeminal cave (همچنین موسوم به Meckel» s Cave یا cavum trigeminale) شامل دو لایه از سخت شامه بوده که گانلگیون عصب سه قلو نزدیک نوک بخش خاره‌ای استخوان گیجگاهی را در بر می‌گیرد. آن توسط سخت شامه قرار گرفته بر روی چهار ساختار محدود می‌شود.

## درناژ
جایی که این دو لایه سخت شامه از یکدیگر جدا می‌شوند، فاصله بین آن‌ها موسوم به سینوس وریدی سخت شامه‌ای است. این سینوس‌ها، خون و مایع مغزی-طناب نخاعیی را از مغز تخلیه کرده و به داخل ورید ژوگولار داخلی می‌ریزند. آن‌ها از طریق پرزهای عنکبوتیه تخلیه می‌شوند و به درون سینوس‌های وریدی امتداد می‌یابند. این پرزها به عنوان دریچه‌های یک سویه عمل می‌کنند. وریدهای مننژی که از سخت شامه عبور می‌کنند، و وریدهای پل زن که بافت عصبی اصلی را تخلیه کرده و سخت شامه را سوراخ می‌نمایند به داخل این سینوس‌های سخت شامه‌ای می‌ریزند.
بسیاری از بیماری‌های پزشکی سخت شامه را درگیر می‌کنند. بیماری هماتوم ساب دورال زمانی بروز می‌کند که انباشتگی غیرطبیعی خون مابین سخت شامه و عنکبوتیه وجود داشته باشد و معمولاً نتیجهٔ پاره شدگی وریدی‌های پل زن در آسیب تروماتیک ثانویه می‌باشد. هماتوم ایپدورال، انباشته شدگی خون مابین سخت شامه و سطح داخلی جمجمه است، و معمولاً به واسطهٔ خون‌ریزی شریانی بروز می‌کند. عصب دهی حسی سخت شامهٔ سوپراتنتوریال از طریق شاخه‌های مننژی کوچک عصب سه قلو است (V۱، V۲، V۳). عصب دهی برای سخت شامهٔ اینفراتنتوریال شامل اعصاب سرویکال فوقانی است. نشت خود به خودی مایع مغزی طناب نخاعیی، شامل کاهش و افت فشار و مایع طناب نخاعیی به علت سوراخ‌هایی در سخت شامه می‌باشد.